# 15的夜晚
《15的夜晚》（日語：15の夜）是日本歌手尾崎豐的第1張單曲，於1983年12月1日發行。
这张单曲与第一张专辑《十七岁的地图》（1983年）同时发行，以尾崎14岁时离家出走的经历为基础。然而，尾崎的父亲尾崎健一后来透露，这首歌是关于他的一个朋友离家出走，而不是尾崎本人。尾崎的一位同学说，"尾崎从未偷过摩托车"。
1993年4月25日，在尾崎去世后，这首歌在代代木奥林匹克游泳池第一体育馆现场表演的版本，也就是他去世前的最后一次表演，被称为 "15的夜晚（现场）"，被用于许多死后报道中。

## 收錄曲目
| 曲序 | 曲目               | 词曲   | 编曲     |
| ---- | ------------------ | ------ | -------- |
| 1.   | 15的夜晚（15の夜）       | 尾崎豐 | 町支宽二 |
| 2.   | 給我傷害過的人（傷つけた人々へ） | 尾崎豐 | 西本明   |